# P.J.H. Hurter
P.J.H. Hurter (n. 1955) es un botánico y taxónomo sudafricano. Se graduó en las Universidades de Potchefstroom y de Pretoria. Trabaja con la familia de las leguminosas.

## Algunas publicaciones
- p.j.h. Hurter, a.e. Van Wyk. 2004. Fabaceae: A new species of Acacia (Mimosoideae) from Mpumalanga, South Africa. Bothalia 34: 1 42-44

- ------------------, -----------------. 2004. Fabaceae: A new species of Acacia (Mimosoideae) from the province of Limpopo, South Africa. Bothalia 34: 2 109-112

- j.s. Golding, p.j.h. Hurter. 2003. A Red List account of Africa's cycads and implications of considering life-history and threats. Biodiversity & Conservation 1 2: 507-528

- p.j.h. Hurter, h.f. Glen. 1996. Encephalartos hirsutus (Zamiaceae): a newly described species from South Africa. South African J. of Botany 61 (3): 226-229

### Libros
- La abreviatura «P.J.H.Hurter» se emplea para indicar a P.J.H. Hurter como autoridad en la descripción y clasificación científica de los vegetales.[2]